# Фарос тис Тесалоникис
„Фа̀рос тис Тесалонѝкис“ (на гръцки: Φάρος της Θεσσαλονίκης, в превод Фар на Солун) е гръцки всекидневен вестник, издаван в Солун с прекъсвания от 1895 до 1912 година.
Вестникът е издаван от Софоклис Гарполас. Той е наследник на вестниците „Ермис“ (1875 - 1882) и „Фарос тис Македонияс“. Занимава се с политически, икономически и филологически проблеми.
По време на така наречената Македонска борба се опитва безуспешно да спечели издръжка от атинското правителство.